# Jules Verreaux
Jules Pierre Verreaux (24 agosto 1807 – 7 settembre 1873) è stato un botanico, ornitologo e naturalista francese, fratello di Édouard Verreaux e nipote di Pierre Antoine Delalande, entrambi ornitologi.

## Biografia
Verreaux lavorava per l'azienda di famiglia, la Maison Verreaux, fondata nel 1803 da suo padre, Jacques Philippe Verreaux, a Parigi, nella Place des Vosges, la prima compagnia conosciuta ad occuparsi di raccolta e vendita di campioni di storia naturale. La compagnia finanziò varie spedizioni di raccolta in molte zone del globo. Gran parte degli esemplari raccolti dalla Maison Verreaux vennero venduti al Museo nazionale di storia naturale di Francia.
Nel 1842 Verreaux si trasferì in Australia per raccogliere vegetali. Ritornò in Francia nel 1851 con una collezione di 15.000 esemplari. Nel 1864 prese il posto di Florent Prévost come naturalista assistente al Museo di Parigi.
Verreaux lavorò anche in Cina e Sudafrica, dove nel 1825 aiutò Andrew Smith a fondare il Museo del Sudafrica di Città del Capo.
Il nome di Verreaux è commemorato da numerose specie, tra le quali l'aquila di Verreaux (Aquila verreauxii), il cua di Verreaux (Coua verreauxi), il sifaka di Verreaux (Propithecus verreauxi), la tortora codamacchiata (Leptotila verreauxi) e lo psittorinco dorato (Paradoxornis verreauxi).